# Aslaug Vaa
Aslaug Vaa, född 25 augusti 1889 i Rauland (nu i Vinje kommun), Telemarks fylke, död 28 november 1965 i Oslo, var en norsk författare, syster till konstnären Dyre Vaa och gift med psykologen och filologen Ola Raknes.
Vaa studerade fransk litteratur och konsthistoria vid universitetet i Paris och teaterhistoria i Berlin, och var en tid därefter lärare och journalist. Hon debuterade som lyriker 1934 med Nord i leite och utgav senare bland annat Skuggen og strendan (1935), Villarkonn (1936), På vegakanten (1939), Fotefár (1947), Skjenkarsveinens visur (1954) och Bustader (1963). Dikt i utval kom 1964 och «Og ordet var...», Etterlatne dikt gavs ut 1999. Hon har också skrivit skådespelen Steinguden, Tjugendagen (1947), Munkeklokka och Honningfuglen og Leoparden (1965).
Både som dramatiker och lyriker är hon en originell och känslig diktare med en fin och stark naturkänsla och sinne för folkminnen och historia, kombinerat med en modern känsla för livet. Som skribent förmedlade hon sin ingående kunskap om europeiskt själsliv. Hon uppbar konstnärslön från 1955.